# Andrakne
Andrakne (Leptopus chinensis) är en emblikaväxtart som först beskrevs av Aleksandr Andrejevitj Bunge, och fick sitt nu gällande namn av Antonina Ivanovna Pojarkova. Enligt Catalogue of Life ingår Andrakne i släktet andrakner och familjen emblikaväxter, men enligt Dyntaxa är tillhörigheten istället släktet andrakner och familjen emblikaväxter. Arten förekommer tillfälligt i Sverige, men reproducerar sig inte. Inga underarter finns listade i Catalogue of Life.